# Chilcas
Chilcas és una entitat de població de l'Uruguai, ubicada al nord del departament de Florida. Té una població aproximada de 149 habitants, segons les dades del cens del 2004.
Es troba a 151 metres sobre el nivell del mar.